# Anders Holmertz
Anders Holmertz (ur. 1 grudnia 1968 w Motali) – były szwedzki pływak specjalizujący się w stylu dowolnym, medalista olimpijski, mistrzostw Świata i Europy.